# Hamilton Jukes
Hamilton Dawson Jukes (* 28. Mai 1895 in Winnipeg, Manitoba, Kanada; † 8. Januar 1951 in San Diego, Kalifornien, USA) war ein britischer Eishockeyspieler. 

## Karriere
Hamilton Jukes nahm für die britische Nationalmannschaft an den Olympischen Winterspielen 1924 in Chamonix teil. Mit seinem Team gewann er die Bronzemedaille. Er selbst kam im Turnierverlauf in drei Spielen zum Einsatz und erzielte dabei zwei Tore. 

## Erfolge und Auszeichnungen
- 1924 Bronzemedaille bei den Olympischen Winterspielen